# Мадейрівський університет
Маде́йрівський університе́т (порт. Universidade da Madeira, абревіатура — UMa) — державний університет у Португалії. Розташований в Мадейрівському автономному регіоні, в муніципалітеті Фуншал. Заснований 13 вересня 1988 року. Наступник єзуїтського колегіуму 1599 року та кампуса-сателіта Лісабонського університету 1976 року. Підпорядковується Міністерству науки, технології і вищої освіти. Має кампуси у Фуншалі. Поділяється на такі факультети: мистецтв і гуманітарних наук; точних наук і інженерії; суспільних наук; наук про життя; охорони здоров'я. Має магістратуру й аспірантуру. При університеті діє ряд науково-дослідних центрів: хімічний, педагогічний, інтерактивних технологій. 

## Факультети
- Факультет мистецтв і гуманітарних наук
- Факультет точних наук і інженерії
- Факультет суспільних наук
- Факультет наук про життя
- Факультет охорони здоров'я